# Leptapoderus subcinctus
Leptapoderus subcinctus es una especie de coleóptero de la familia Attelabidae. Fue descrito científicamente por Maurice Pic en 1929

## Distribución geográfica
Habita en la China.